# GA이노더스
GA이노더스 주식회사(영어: GAinnodus)는 대한민국의 건설 기업이다.
수중준설공사업, 지반 조성 포장공사업, 철근 콘크리트 공사업, 구조물 해체 비계 공사업, 상하수도설비공사업, 철강 구조물공사업, 금속 창호 지붕 건축물조립공사업 등 총 7개의 전문공사업 면허를 보유하고 있다.
또한 2020년 중소기업벤처부 장관표창(협력부문)을 수상한 적이 있다.

## 역사
2025년 관악산업에서 현재의 상호로 변경하였다.